# Aurolab
Aurolab — одноимённые траст и предприятие по производству искусственных хрусталиков при Aravind Eye Hospitals в Мадурае (Тамилнад, Индия), созданные с целью обеспечения доступности для бедных операций по лечению катаракты, однако впоследствии, переросшими в одно из крупнейших предприятий отрасли, поставляющего свою продукцию в более чем 120 стран, с долей около 7—10 %% от мирового рынка.

## Организация
Траст и предприятие Aurolab созданы в 1992 году, расположены в Мадурае (Тамилнад, Индия) и являются производственным подразделением Aravind Eye Care System при Aravind Eye Hospitals.
Создателем предприятия считается Дэвид Грин, который реализовал планы по запуску производства при поддержке и финансировании Seva Foundation и Всемирной организации здравоохранения.
Управляющий директор предприятия П. Балакришнан (англ. P. Balakrishnan), президент траста — Р.Д Тюласирадж (англ. R.D Thulasiraj).
В целом траст и предприятие находятся под контролем и управляются семьёй основателя Aravind (1976) Говайндаппа Венкатасвами (англ. Govindappa Venkataswamy, Dr. V).

## Деятельность
Aurolab производит искусственные хрусталики по собственной технологии на собственных мощностях, реализуя принцип минимальной стоимости при эквивалентном качестве.
Кроме основной продукции Aurolab также производит сопутствующий офтальмологический материал, хирургический шовный материал, фармацевтическую продукцию, в частности, антисептики и дезинфицирующие растворы, хирургические лезвия и оборудование.
Первоначальным получателем продукции был материнский госпиталь, однако впоследствии она начала реализовываться по всей Индии и большинстве других стран.
Кроме производства, Aurolab обладает лабораторией, разрабатывающей и копирующей без нарушения патентов современные технологии в области лечения глазных болезней.

## История
До 1980-х годов в большинстве развивающихся стран катаракту лечили удалением естественного хрусталика.
В начале 1990-х годов в индийском Aravind Eye Hospitals, осуществляющем бесплатные и недорогие глазные операции и развиваемом при поддержке Seva Foundation, решили внедрить современный и широко распространённый на тот момент в развитых странах метод имплантации интраокулярной линзы.
Первоначально планировалось создать траст и закупать существующие на рынке решения на собираемые пожертвования.
Работающий над программами Фонда Сева Дэвид Грин, предложил другой подход — построить собственный завод.
В 1992 году им было запущено производство глазных хрусталиков, позволившее снизить их стоимость более чем в сто раз.
Столь резкое падение цен привело к взрывному росту операций по лечению катаракты в Индии.
В 1997 году в Aurolab появилось фармакологическое подразделение.
В 1998 году на предприятии начали производить хирургический шовный материал.
В начале 2000-х годов в Aurolab разработали более современные глазные хрусталики не нарушая существующих у конкурентов патентов.
В 2005 году Aurolab стал производителем хирургических лезвий.

## Показатели деятельности
В 2006 году Aurolab продала 1 млн линз.
На 2012 году Aurolab производила около 1,8 млн линз в год по цене от 2 долларов США за штуку.
В 2013 году Aravind Eye Hospitals проводил 7 млн операций по удалению катаракты в год используя продукцию Aurolab.

## Дополнительная информация
Создатели Aurolab Seva Foundation и Дэвид Грин получили множественно признание в области соответственно инвестиций социального воздействия и социального предпринимательства.